# Cilimus (Meteorit)
Koordinaten: 6° 57′ 0″ S, 108° 6′ 0″ O
Cilimus ist ein Meteorit, der 1979 in einen Garten im Dorf Sampora einschlug. Das Dorf befindet sich in der Nähe von Sukabumi in der indonesischen Provinz Jawa Barat (West-Java).

## Geschichte
Am Montag, den 7. Mai 1979, wurde um 9 Uhr 30 morgens ein Feuerball und Explosionen beobachtet. Danach fiel ein Stein in einen Garten im Dorf Sampora. Der Meteorit wurde nach dem nächstgelegenen Postamt benannt. Soewarno Darsoprajitno, der Kurator des Geological Research and Development Centres in Bandung, konnte den Meteoriten untersuchen. Er befindet sich inzwischen in der Meteoritensammlung des National Museum of Natural History in Washington, D.C. (Katalog-Nummer USNM #6074).

## Aussehen und Klassifizierung
Es handelt sich bei dem Steinmeteoriten um einen typischen schockverformten Olivin-Hypersthen-Chondriten der Klasse L5 mit einem Gewicht von 1,6 Kilogramm.
Vom Aussehen her ist der Stein hellgrau, durchzogen von schwarzen Adern. Er ist bedeckt von einer mattschwarzen Schmelzkruste. Es befinden sich in ihm Metall- und Troilit-Einschlüsse, die häufig von Eisenoxid-Verfärbungen umgeben sind. Grob gesehen besteht der Meteorit vom Massenanteil her gesehen zu 89,5 Prozent aus Silicaten, zu 6,3 Prozent aus Metall, 4,0 Prozent Troilit und 0,2 Prozent Chromit.

## Zusammensetzung
Der Meteorit hat unter anderem folgende Zusammensetzung:
- Siliciumdioxid (SiO2): 43,5 %
- Magnesiumoxid (MgO): 27,1 %
- Eisen(II)-oxid (FeO): 15,8 %
- Eisen(II)-sulfid (FeS): 6,60 %
- Calciumoxid (CaO): 2,10 %
- Aluminiumoxid (Al2O3): 1,98 %
- Natriumoxid (Na2O): 0,94 %
- Phosphorpentoxid (P2O5): 0,32 %
- Nickel (Ni): 0,26 %
- Kaliumoxid (K2O): 0,14 %
- Titan(IV)-oxid (TiO2): 0,14 %